# HMS Jaguar (F34)
Lo HMS Jaguar (distintivo ottico F34, poi cambiato in G34) fu un cacciatorpediniere della Royal Navy, parte della classe J ed entrato in servizio nel settembre 1939.
Attivo durante la seconda guerra mondiale, il cacciatorpediniere operò inizialmente nel Mare del Nord e nel canale de La Manica, prendendo parte in particolare all'evacuazione di Dunkerque; trasferita nel mar Mediterraneo nel novembre 1940, la nave partecipò a svariati eventi bellici come l'operazione Abstention, la battaglia di Capo Matapan e la prima battaglia della Sirte. Il 26 marzo 1942, mentre scortava un piccolo convoglio al largo di Sidi Barrani, il Jaguar cadde vittima del sommergibile tedesco U-652 che lo centrò con due siluri causandone il rapido affondamento.

## Storia

### Mare del Nord e canale de La Manica
Ordinata il 25 marzo 1937 e impostata nei cantieri navali della William Denny and Brothers di Dumbarton il 25 novembre seguente, l'unità fu varata il 22 novembre 1938 con il nome di Jaguar ("giaguaro" in lingua inglese), prima unità della Royal Navy a portare questo nome, entrando poi in servizio il 12 settembre 1939 in forza alla 7th Destroyer Flotilla della Home Fleet.
Dislocato a Grimsby a partire dal 26 settembre per portare a termine le prove di accettazione, il Jaguar partecipò ai pattugliamenti nel Mare del Nord e nello stretto di Dover a caccia di unità tedesche; l'11 ottobre, mentre transitava nel Firth of Forth, l'unità riportò danni a eliche e apparato motore a causa di un incaglio e dovette recarsi a Leith per riparazioni protrattesi fino al 2 novembre, quando riprese le sue attività nel Mare del Nord. Il 15 marzo 1940 il cacciatorpediniere tornò di nuovo in cantiere a Dundee per lavori di manutenzione di routine, rientrando in servizio il 1º maggio seguente; il 20 maggio il Jaguar fornì copertura a una formazione britannica inviata a tagliare il cavo telegrafico sommerso che collegava l'isola di Borkum all'Inghilterra, mentre il 25 maggio partecipò con altri tre cacciatorpediniere all'infruttuosa caccia al sommergibile tedesco U-9 al largo della costa del Norfolk.
Il 27 maggio il Jaguar fu riassegnato alla 1st Destroyer Flotilla per partecipare all'operazione Dynamo, l'evacuazione delle forze anglo-francesi accerchiate dai tedeschi a Dunkerque: la nave fornì copertura antiaerea alle unità impegnate nel traghettamento dei soldati evacuati, e il 28 maggio prestò soccorso ai naufraghi della nave da trasporto SS Abukir silurata e affondata da motosiluranti tedesche. Il 29 maggio il Jaguar entrò nel porto di Dunkerque per prendere a bordo 370 soldati, ma riportò gravi danni quando il cacciatorpediniere HMS Grenade ancorato lì vicino fu centrato in pieno e incendiato da bombe di aerei tedeschi; riuscito a lasciare il porto e a dirigere su Dover, il Jaguar riportò ulteriori danni in mare aperto a causa di bombe cadute nelle vicinanze, rimanendo immobilizzato per diverse ore prima di riuscire a rimettere in moto le macchine. Il 30 maggio il cacciatorpediniere raggiunse Immingham dove fu messo in cantiere per riparazioni protrattesi fino al 23 giugno.
Di base ad Harwich, il cacciatorpediniere riprese le operazioni nel Mare del Nord, pattugliando le coste britanniche e scortando convogli navali. In ottobre l'unità fu spostata a Plymouth per operare nel canale de La Manica, e l'11 ottobre fece da scorta alla nave da battaglia HMS Revenge inviata a bombardare il porto francese di Cherbourg; dopo lavori di manutenzione e demagnetizzazione svolti a Plymouth a partire dal 14 ottobre, il Jaguar fu trasferito in forza alla Force H e raggiunse Gibilterra il 21 novembre

### Mediterraneo

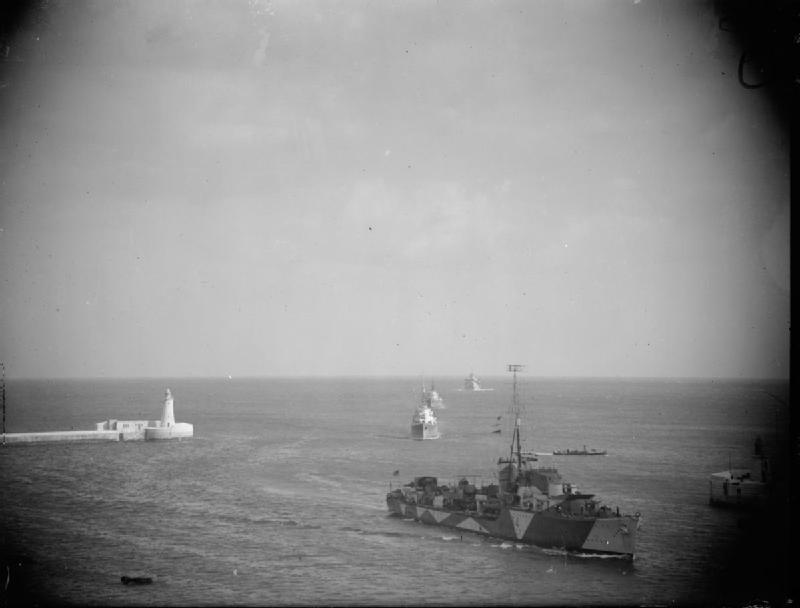
Il Jaguar in entrata nel Porto Grande di Malta

Il 25 novembre la nave scortò le unità maggiori della Force H durante l'operazione Collar, una missione di rifornimento dell'isola di Malta, e il 27 novembre fu presente alla battaglia di capo Teulada contro la flotta italiana. Dopo altre missioni di scorta ai convogli in dicembre, il 1º gennaio 1941 il Jaguar fu destinato alla Mediterranean Fleet di Alessandria d'Egitto; durante il trasferimento, in squadra con altri tre cacciatorpediniere, l'unità fu impegnata il 2 gennaio nell'intercettamento di un convoglio di navi mercantili del governo di Vichy al largo delle coste dell'Algeria: una squadra d'abbordaggio del Jaguar salì a bordo della nave passeggeri Chantilly che si rifiutava di fare rotta su Gibilterra, e in uno scontro a fuoco uccise due passeggeri francesi; l'unità britannica fu bersagliata da artiglierie costiere francesi, ma non riportò danni.
Raggiunta Malta, il 7 gennaio l'unità partecipò all'operazione Excess subendo senza danni alcuni attacchi aerei e di torpediniere italiane; dopo che la portaerei HMS Illustrious ebbe riportato gravi danni in un attacco aereo tedesco, il Jauar partecipò alla scorta dell'unità danneggiata a Malta il 10 gennaio, da cui salpò arrivando ad Alessandria il 16 gennaio seguente dove entrò in forza alla 14th Destroyer Flotilla. Tra il 27 e il 28 febbraio il Jaguar partecipò agli eventi dell'operazione Abstention, un fallito raid contro l'isola di Castelrosso, durante i quali subì alcuni attacchi aerei e ingaggiò in combattimento il cacciatorpediniere italiano Francesco Crispi, prima di riprendere le missioni di routine di scorta ai convogli navali diretti in Grecia; tra il 27 e il 28 marzo il cacciatorpediniere fu presente alla battaglia di Capo Matapan.
Il 21 aprile il Jaguar partecipò, di scorta alle navi da battaglia della Mediterranean Fleet, al bombardamento del porto di Tripoli, mentre il 24 aprile, ora in forza alla Force K di Malta, contribuì all'affondamento dell'incrociatore ausiliario italiano Egeo al largo delle coste libiche. Rientrata ad Alessandria, la nave partecipò in maggio alle missioni di rifornimento dell'isola di Creta, soccorrendo il 26 maggio i superstiti della Landing Ship Infantry HMS Glenroy colpita in un attacco aereo. Il 7 giugno il Jaguar fu inviato a partecipare alla campagna di Siria, conducendo il 9 giugno dei bombardamenti costieri in appoggio alle truppe sbarcate nei pressi di Sidone e scambiando colpi il 23 giugno con i cacciatorpediniere francesi Valmy e Guepard; a partire dall'agosto seguente la nave fu invece impegnata sul fronte della Cirenaica, scortando convogli diretti alla piazzaforte di Tobruch. Il 1º dicembre l'ufficiale comandante del cacciatorpediniere, il capitano di corvetta J. F. W. Hines, rimase ucciso in un incidente di fuoco amico con il cacciatorpediniere HMS Jervis.
Di nuovo in forza alla Force K di base a Malta, il cacciatorpediniere prese parte alla prima battaglia della Sirte il 17 dicembre, partecipando poi alle operazioni di soccorso del cacciatorpediniere HMS Kandahar, rimasto danneggiato nello scontro e quindi finito con un siluro dopo averne recuperato i superstiti. Tra il gennaio e il febbraio 1942 il Jaguar partecipò a varie missioni di scorta ai convogli tra Malta e Alessandria prima di essere inviato inviato, ai primi di marzo, a Tobruch per condurre missioni di contrasto ai sommergibili dell'Asse al largo delle coste libiche. Il 26 marzo, mentre scortava la petroliera RFA Slavol in coppia con il cacciatorpediniere greco Vasilissa Olga, il Jaguar fu attaccato dal sommergibile tedesco U-652 a nord-est di Sidi Barrani: dopo aver silurato e incendiato la Slavol, lo U-652 lanciò anche contro il Jaguar che si era fermato a raccogliere i naufraghi, colpendolo con due siluri e provocandone il rapido affondamento nella posizione 31° 53' N, 26° 18' E. Nell'affondamento perirono 193 membri dell'equipaggio.